# Jacques Truchet
Jacques Truchet (* 31. Januar 1921; † 2. Januar 1998 in Nogent-le-Rotrou) war ein französischer Romanist und Literaturwissenschaftler.

## Leben und Werk
Truchet war Absolvent der École normale supérieure. Er habilitierte sich 1958 in Paris mit den Thèses La Prédication de Bossuet. Etude des thèmes (2 Bde., Paris 1960) und Bossuet panégyriste (Paris 1962)  und war ab 1973 als Nachfolger von René Pintard Ordinarius für französische Literatur des 17. Jahrhunderts an der Sorbonne.

## Weitere Werke
- (Hrsg.) Victor Hugo, La Légende des siècles, Paris 1950, 1977, 1981, 1988 (Bibliothèque de la Pléiade)
- (Hrsg.) Bossuet, Oraisons funèbres, Paris 1961, 1967, 1980, 1988, 1998, 2004 (Classiques Garnier).
- (Hrsg.) La Rochefoucauld, Maximes, Paris 1967, 1972, 1977, 1983, 1992 (Classiques Garnier)
- (Hrsg.) Théâtre du XVIIIe siècle,  2 Bde., Paris 1972–1974  (Bibliothèque de la Pléiade)
- La Tragédie classique en France, Paris 1975, 1989, 1997
- (Hrsg.) Recherches de thématique théâtrale. L'exemple des conseillers des rois dans la tragédie classique, Tübingen/Paris 1981
- (Hrsg.) Edmond Rostand, Cyrano de Bergerac, Paris 1983
- (Hrsg. mit Jacques Scherer) Théâtre du XVIIe siècle 2, Paris 1986 (Bibliothèque de la Pléiade)
- (Hrsg. mit André Blanc) Théâtre du XVIIe siècle 3, Paris 1992 (Bibliothèque de la Pléiade)
- (Hrsg.) Le XVIIe siècle. Diversité et cohérence, Paris 1992